# Hyby gamla kyrka
Hyby gamla kyrka eller Hyby kapell är en kyrkobyggnad Hyby. Den tillhör Värby församling i Lunds stift.
Kyrkan stammar från 1100-talet. 

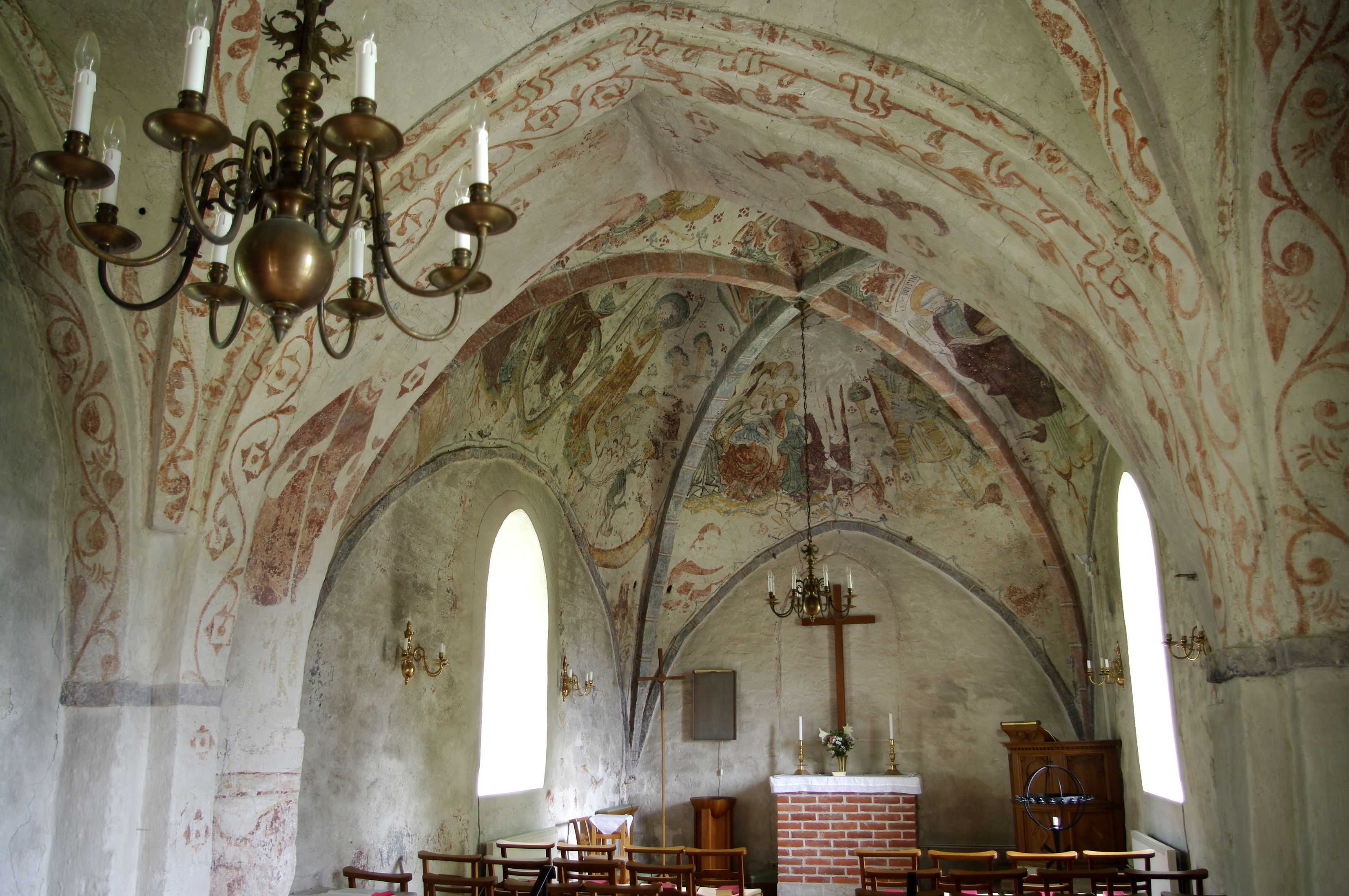
Interiör av Hyby gamla kyrka.

Den 9 september 1873 slog en blixt ner i kyrkan med efterföljande brand. Olyckan medförde att man beslöt att bygga en ny kyrka inte långt från den gamla. Hyby nya kyrka stod färdig 1877. Av den gamla kyrkan behöll man endast det stora koret som fick tjänstgöra som gravkapell för den adliga släkten Trolle på närliggande Klågerups slott. Denna adelsätt hade redan innan branden använt kyrkan som begravningskyrka. Här fanns tre kistor efter de ungdomar Trolle som drunknade på Torup 1775. År 1940 ansågs kistorna i gravkoret vara i så dåligt skick att de skulle jordas. 1951 restaurerades kyrkan till sitt nuvarande utseende.
Hyby gamla kyrka var helgad åt S:t Nicolaus och bestod av ett långt kor och ett långhus med två kryssvalv. Långhuset hade en portal i söder för männen och en i norr för kvinnorna. Under 1700-talet uppfördes ett torn väster om långhuset som försågs med en mycket hög spira.
Professorn i grekiska i Lund, C.G. Brunius, besökte och beskrev kyrkan på 1840-talet:
”Hyby kyrka består af ett tvåqvadratiskt skepp och ett tvåqvadratiskt kor i öster samt ett fyrkantigt torn i vester, hvilka förenas med halfrunda bågöppningar. Vid skeppets båda sidor ligga utbyggnader, af hvilka hvardera står med tvenne bågöppningar i förening med skeppet. Kyrkan är byggd i rundbågsstil af gråsten med sockel och hörnstycken af sandsten. Tornet har en ansenlig höjd. Nedre hälften är alldeles slät, den öfre prydes med hörnsprång och båggesimser samt flera mindre ljudöppningar. Skeppet och koret betäckas hvardera med tvenne korshvalf af tegelsten, utbyggnaderna med usla brädbottnar. Tornet har en ofantlig spira. Korshvalfen äro i spetsbågsstil, utbyggnaderne nyare och dåliga. Skada, att denna kyrka ligger på en sumpig plats”.
Kyrkans långhusväggar och dess valv var täckta av kalkmålningar. I de s.k. Prästrelationerna 1624 omtalas avbildningar av adelsmän och vapensköldar tillhörande bl.a. släkterna Has och Hack på Hyby och Klågerup. I dag kvarstår endast målningarna i det forna koret.
Det kvarstående koret har två kryssvalv varav det västra troligtvis byggts i samband med den ursprungliga kyrkan och det östra tillkommit under 1400-talet. Valven är täckta av målningar utförda av den anonyme Harriemästaren ca 1500.
I valven finns motiv föreställande Golgatascenen, den Yttersta domen samt en rad apostlar. I söder: Petrus, Paulus, Andreas, Jakob den äldre med pilgrimsstav och Filippus. I väster: Bartolomeus, Matteus, Simon och Juda. I den s.k. tribunbågen ses Nicolaus, Hyby kyrkas medeltida skyddshelgon.
Till Hyby gamla kyrka är knuten en gammal legend. På närbelägna Klågerup gård bodde två adliga jungfrur och samtidigt med dem på Hyby gård två riddare, som friade till jungfrurna och fick deras bifall. De drog sedan ut i krig och när de återkom ville de inte kännas vid kvinnorna. Jungfrurna hämnades då genom att mörda de två riddarna under deras julottebesök i kyrkan. Jungfrurna begav sig sedan till påfven i Rom för att få förlåtelse. Detta beviljades men kyrkobyggnaden lystes i bann i sju år. Gudstjänsterna fick därför hållas utomhus på närbelägna ”Ellebjär”

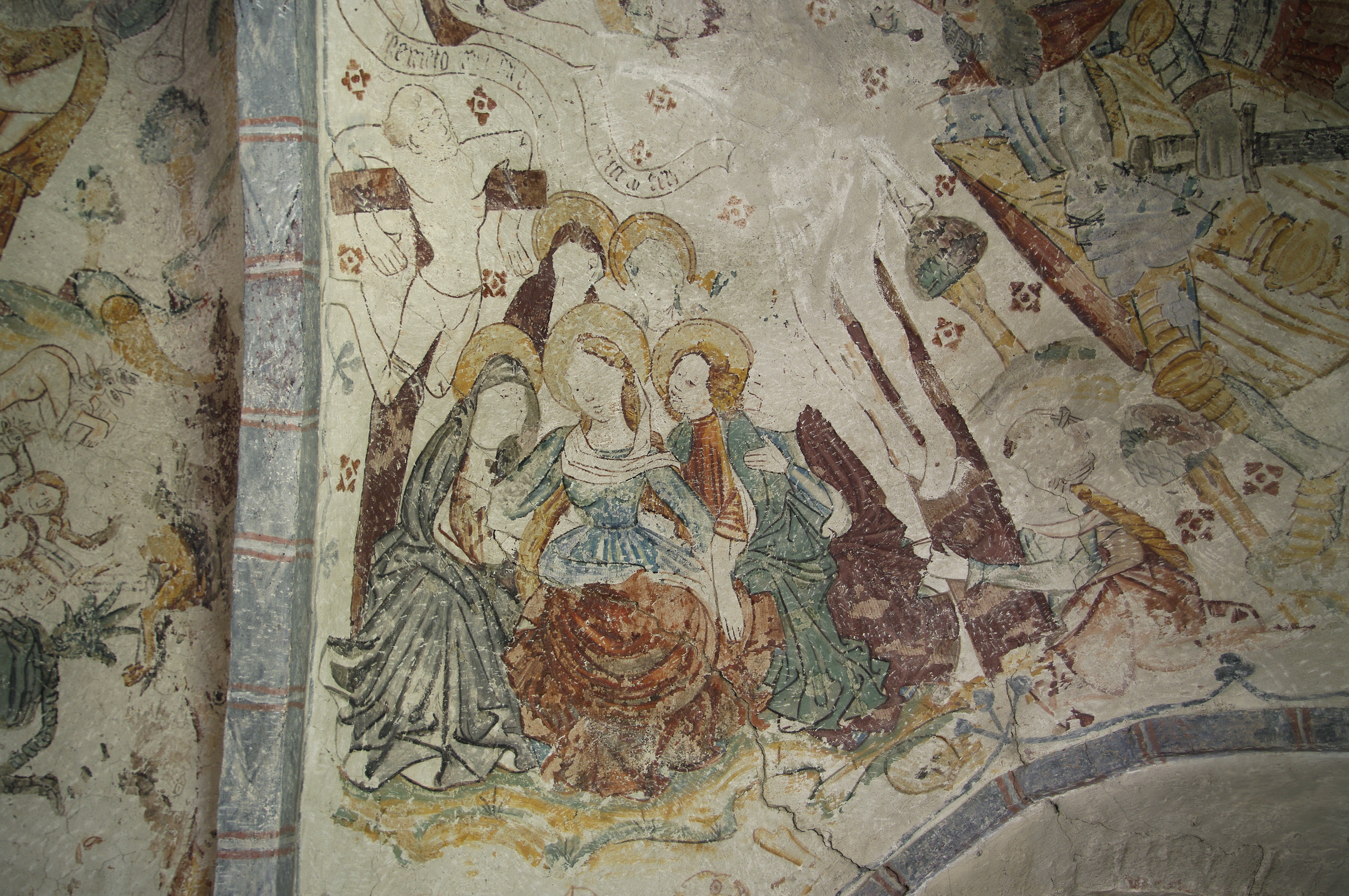
Kalkmålningarna i det gamla koret.
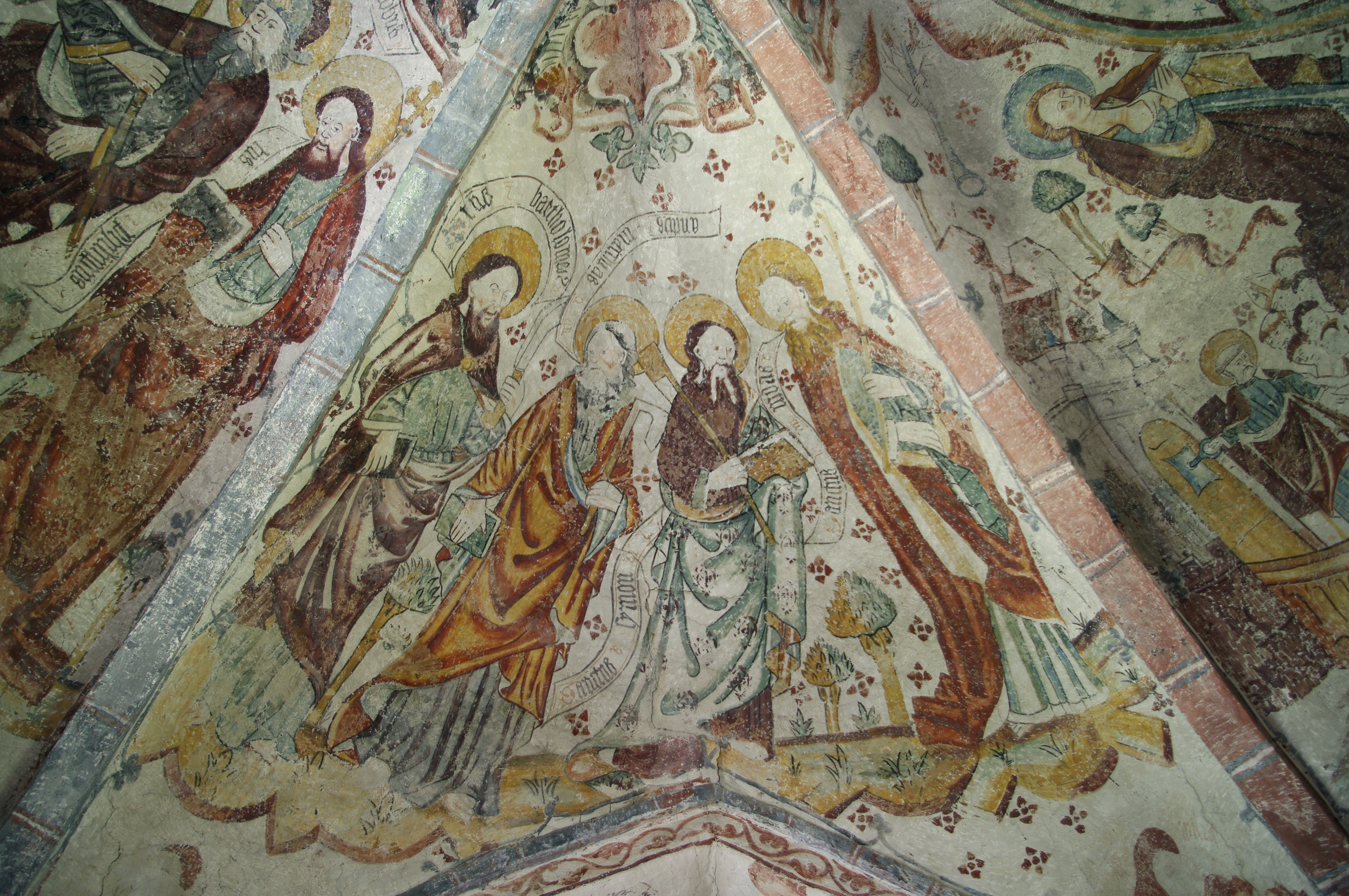
Kalkmålningarna i det gamla koret.
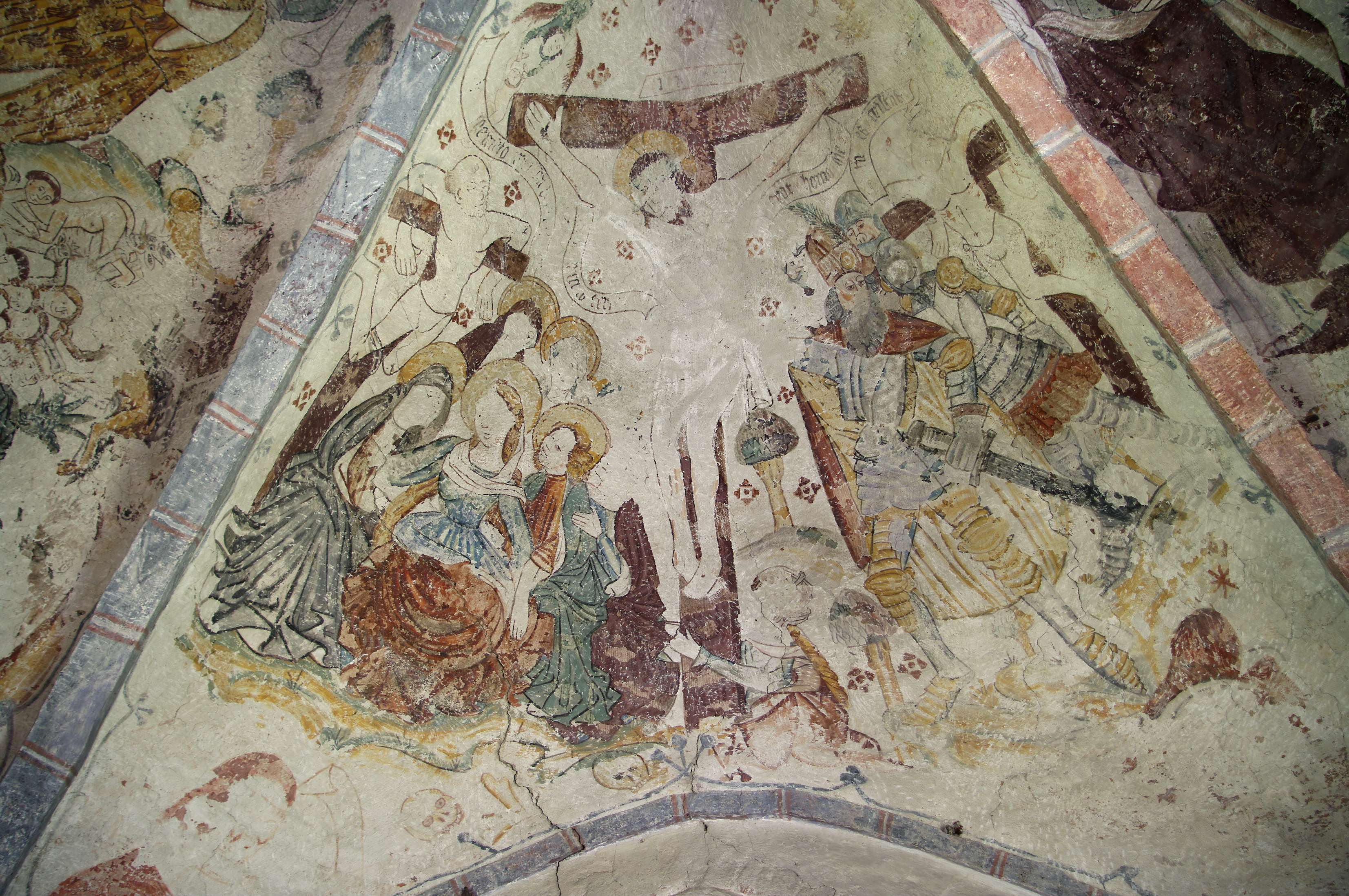
Kalkmålningarna i det gamla koret.
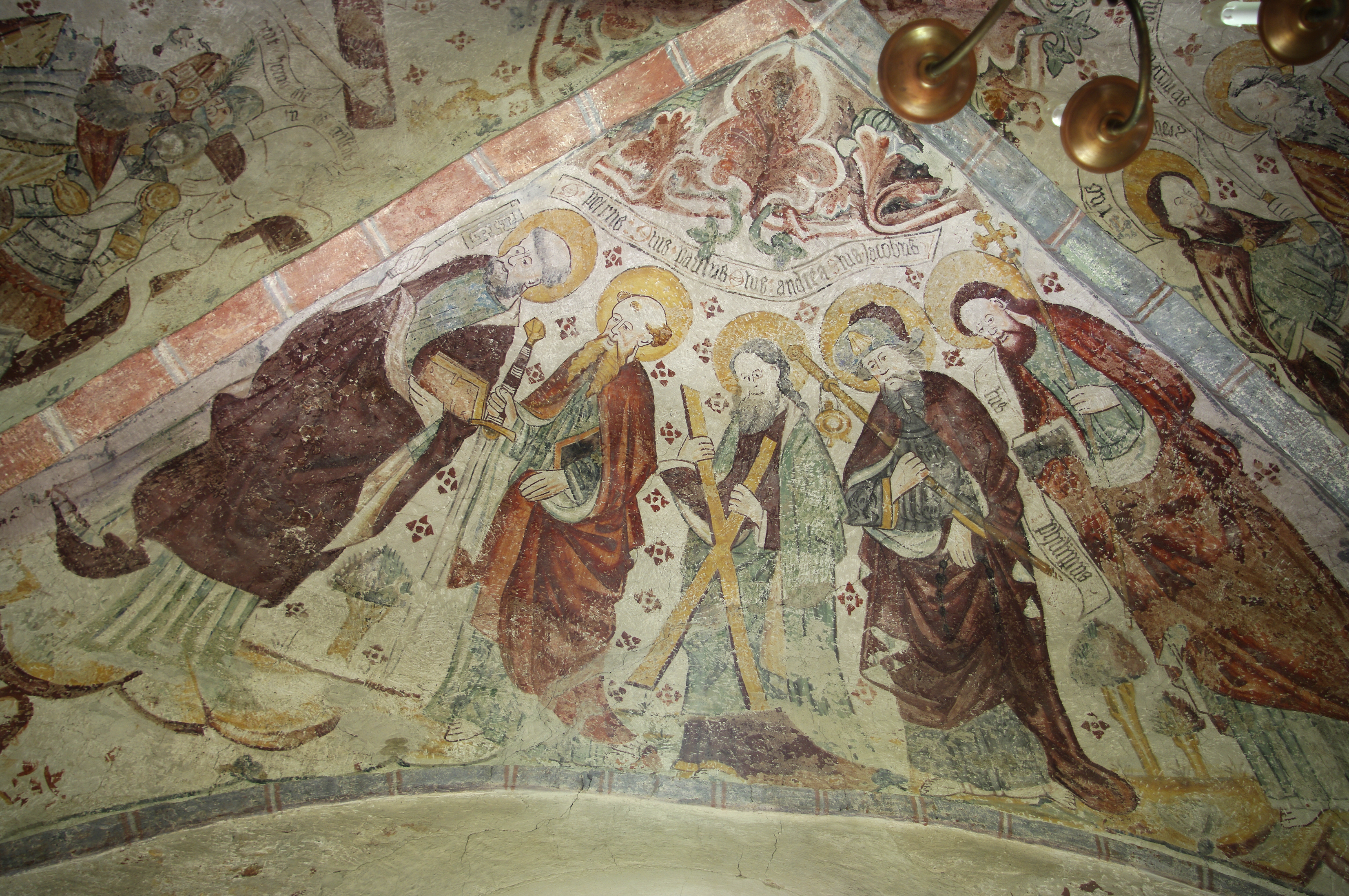
Kalkmålningarna i det gamla koret.
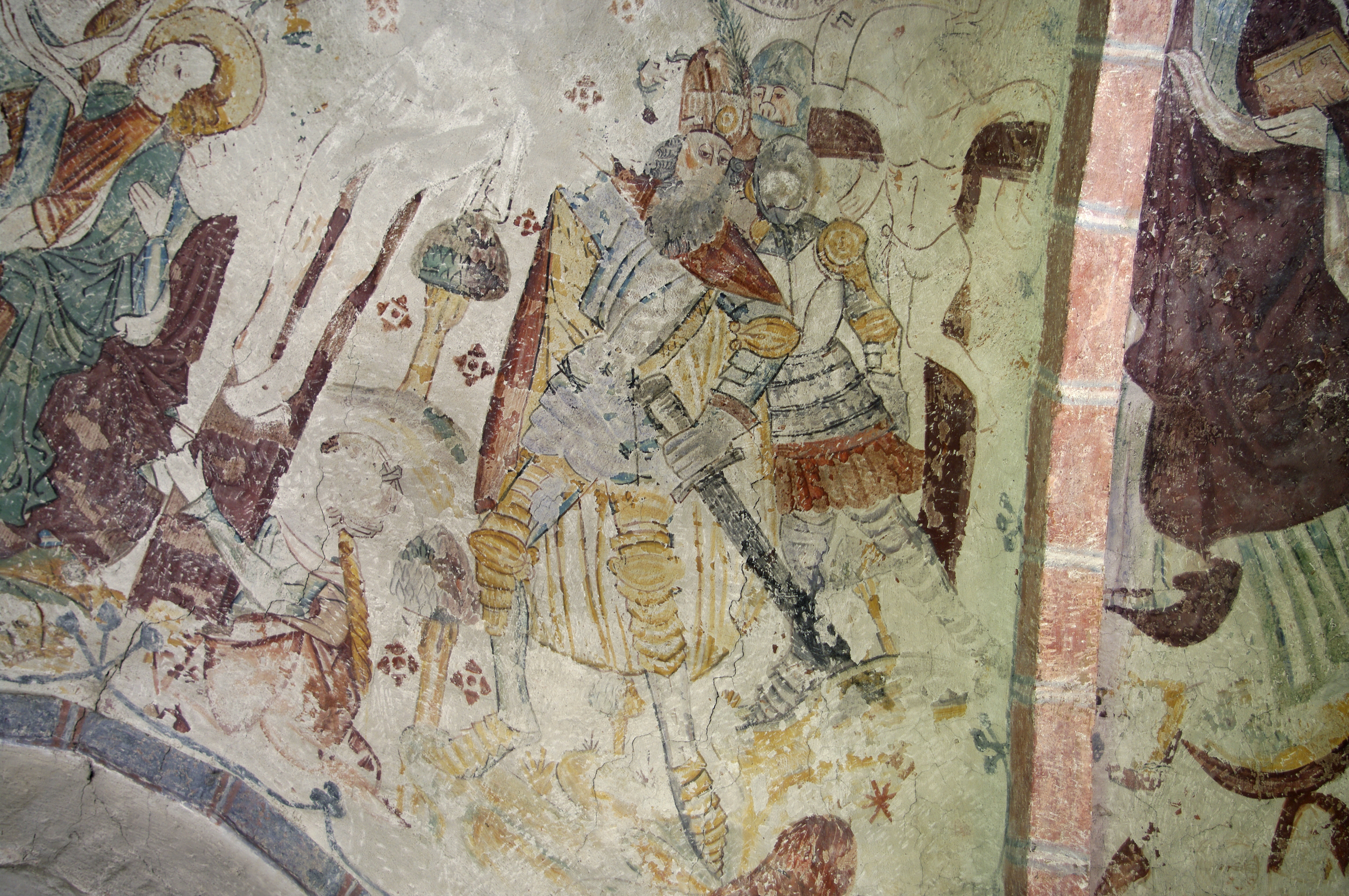
Kalkmålningarna i det gamla koret.

## Orgel
- 1762 byggde Christian Fredrik Hardt, Malmö en orgel med 7 stämmor. Detta var bekostat av kammarherren Trolle som var Patronatus.[1] Orgeln blev invigd 28 november 1762.
- 1830 byggde Carl Grönvall, Hyby en orgel.
- Den nuvarande orgeln köptes in 1951 från Ørslevs slottskapell i Danmark. Orgeln byggdes på 1700-talet i Danmark och är en mekanisk orgel. Den har flera gånger byggts om bland annat 1850 av Jens Johan Gregersen och 1982 av Gunnar Fabricius Husted, Danmark.

| Manual             |
| Gedackt 8 fodstone |
| Fugara 8 fod       |
| Principal 4 fod    |
| Oktav 2 fod        |